# Willy Rathnov
Willy Rathnov (* 13. Mai 1937 in Roskilde; † 29. August 1999 in Farum) war ein dänischer Schauspieler.

## Leben
Rathnov wuchs in Roskilde auf. Im Jahr 1958 war er als Blauhelmsoldat der Vereinten Nationen in Gaza stationiert. Von 1959 bis 1962 absolvierte er seine Schauspielausbildung an der Eleveskole des Königlichen Theaters Kopenhagen und gab dort noch während der Ausbildung als Darsteller sein Bühnendebüt. Anschließend spielte er große Rollen an vielen Bühnen in Kopenhagen und in ganz Dänemark, unter anderem war er sieben Jahre lang festes Ensemblemitglied der Amager Scenen. Auch in einigen Revuen war er als Darsteller zu sehen.
Im Jahr 1960 gab Rathnov sein Filmdebüt als Widerstandskämpfer Kim Malthe-Bruun in Frihedens pris. Einem breiten Publikum wurde er vor allem als Egon in der Fernsehserie Oh, diese Mieter bekannt. Er trat auch in zwei Filmen der Olsenbande auf, so auch im Jahr 1971 als Betrüger Rico in Die Olsenbande fährt nach Jütland. Daneben spielte er mehrere Nebenrollen in den Erotikkomödien der Sengekanten-Reihe. Insgesamt wirkte er als Schauspieler vor der Kamera bis 1998 in mehr als 60 Film-und-Fernsehproduktionen mit.
Rathnov war in den 1960er-Jahren mit der Schauspielerin Marianne Tholsted (* 1944) liiert. Am 6. September 1972 heiratete er die Stewardess Bente Flaskjær (1942–1980). Aus der Ehe ging eine Tochter hervor, die Schauspielerin Charlotte Rathnov (* 1975). Er starb im August 1999 im Alter von 62 Jahren in Farum. Seine Grabstätte befindet sich auf dem Bispebjerg-Kirkegard in Kopenhagen.

## Filmografie
- 1960: Frihedens pris
- 1962: Weekend
- 1963: Dronningens vagtmester
- 1964: Mord for åbent tæppe
- 1964: Jungfernstreich (5 mand og Rosa)
- 1965: Jensen længe leve
- 1967: Det er ikke appelsiner – Det er heste
- 1967: Nyhavns glade gutter
- 1967: Der schmucke Arne und Rosa (Smukke-Arne og Rosa)
- 1968: Kompanie, stillgestanden (Soldaterkammerater på bjørnetjeneste)
- 1969: Die Mädchen vom Eichenhof (Pigen fra Egborg)
- 1969: Sjov i gade
- 1969: Komteß Elsa – Das Loch im goldenen Käfig (Der kom en soldat)
- 1970–1977: Oh, diese Mieter (Huset på Christianshavn) – Fernsehserie
- 1970: Ska’ vi lege skjul?
- 1970: Vier tolle Jungs der Prärie (Præriens skrappe drenge)
- 1971: Guld til præriens skrappe drenge
- 1971: Ballade på Christianshavn
- 1971: Die Olsenbande fährt nach Jütland (Olsen-banden i Jylland)
- 1972: Studentenfutter (Rektor på sengekanten)
- 1972: Manden på Svanegården
- 1972: Nu går den på Dagmar
- 1973: Romantik på sengekanten
- 1976: Hilfe, meine Frau ist eine Hostess (Hopla på sengekanten)
- 1976: Den dobbelte mand
- 1979: Die Olsenbande ergibt sich nie (Olsen-banden overgiver sig aldrig)
- 1982: Eine Leiche zuviel (Det parallelle lig)
- 1988: Elvis Hansen, en samfundshjælper
- 1989: Station 13 (Fernsehserie, 1 Folge)